# Zespri
Zespri International Limited là nhà sản xuất kiwi lớn nhất thế giới, được bán tại hơn 50 quốc gia trên toàn thế giới. Trụ sở chính của công ty nằm ở Mount Maunganui, New Zealand. Tuy nhiên, Zespri đã cấp phép cho những người trồng ở Ý, Pháp, Nhật Bản, Hàn Quốc, Hy Lạp và Úc, với các thử nghiệm tại một số quốc gia khác. Kiwi từ New Zealand có sẵn từ tháng 5 đến tháng 10. Để đáp ứng nhu cầu quanh năm của người tiêu dùng, Zespri tiếp thị quả kiwi từ Ý từ tháng 11 đến tháng 1.
Danh sách các loại Kiwi của Zespri bao gồm SunGold, Green và Organic.

## Lịch sử
Zespri được thành lập lần đầu tiên vào năm 1988 dưới tên gọi "New Zealand Marketing Board", trước khi được thành lập như một hợp tác xã của những người trồng quả Kiwi ở New Zealand vào năm 2000 và đổi tên thành "Zespri International Ltd."
Kiwi Zespri Sungold đã được nhập lậu vào thị trường Trung Quốc, quốc gia xuất xứ của Kiwi, nơi chúng hiện đang cạnh tranh với trái cây có thương hiệu hợp pháp tại thị trường Trung Quốc.
Sự nổi tiếng của Zespri gần đây đã tăng lên ở Úc, phần lớn là do chiến dịch tiếp thị của công ty có hình hai quả Kiwi đang nhảy múa và biết hát.

## Kiwifruit Breeding Centre
Kiwifruit Breeding Centre là một liên doanh đồng đều giữa Plant & Food Research và Zespri, có trụ sở tại Te Puke và bắt đầu hoạt động vào tháng 10 năm 2021. Nó cũng hoạt động ở Kerikeri, Motueka và Mount Albert. Đây là một trung tâm nghiên cứu và phát triển tập trung vào việc cải thiện việc nhân giống và trồng trọt quả Kiwi. Mục tiêu ban đầu là phát triển các giống quả Kiwi khỏe mạnh hơn, ngon hơn và bền vững hơn cho môi trường. Matt Glenn là CEO điều hành đầu tiên của trung tâm.